# Amber Neben
Amber Neben (født 18. februar 1975) er en amerikansk cykelrytter, som vandt verdensmesterskabet i enkteltstart i 2016 og 2008. Hun vandt mesterskabet i USA i linjeløb i 2003. Fra 2017 kører hun for Team Virtu Cycling Women.